# Desmopachria dispersa
Desmopachria dispersa is een keversoort uit de familie waterroofkevers (Dytiscidae). De wetenschappelijke naam van de soort is voor het eerst geldig gepubliceerd in 1873 door Crotch.